# 錦江楽園
錦江楽園（きんこうらくえん、中国語: 锦江乐园、英語: Jinjiang Action Park）は、中華人民共和国上海市閔行区にある遊園地である。1984年に建設され、1985年に開業された。

## 概要
錦江国際集団に属しており、1985年2月1日に開業した。上海市においては初めてとなる大規模テーマパークとなった。総面積は113,000m2である。
2008年、全国的な4Aレベルの観光名所として評価された。
2016年4月28日、夜市として錦江楽園士林夜市がオープンした。台湾の台北市士林老街商圏繁栄促進会と共同で設立された。

## アクセス
- 地下鉄：上海軌道交通・1号線 錦江楽園駅[1]
- バス：50、218、703、704、712、122、755、725、735、131、152、747、764、803[1]